# Bernhard von Gordon

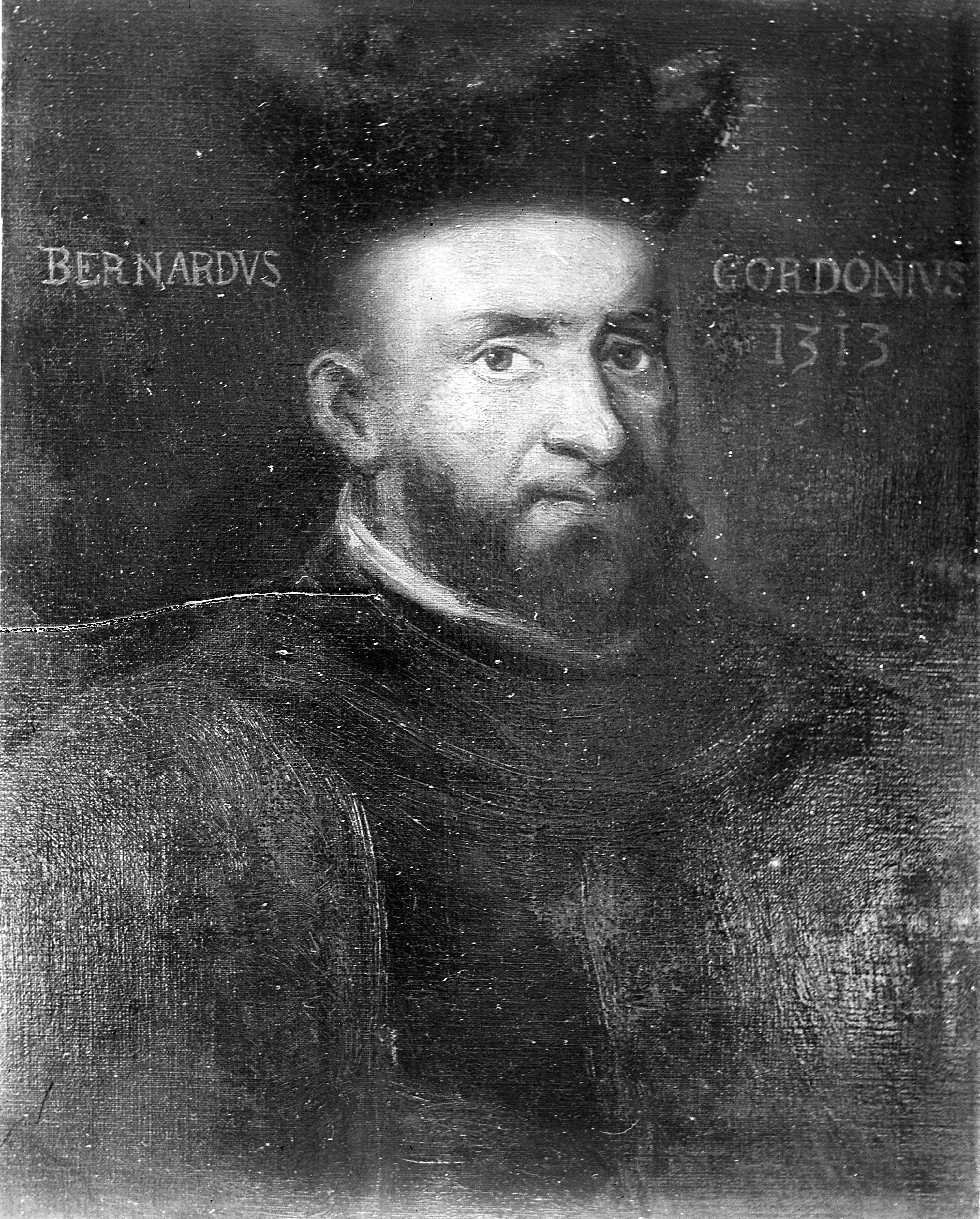
Bernard von Gordon, 1313

Bernhard von Gordon (französisch Bernard de Gordon oder Bernard de Gourdon, latinisiert Bernardus de Gordonio oder Bernardus Gordonius, falsch Gordianus; * um 1258 in Gordon (Rouergue); † um 1318) war Geistlicher und Mediziner und von etwa 1284 bis 1308 Professor an der Medizinischen Fakultät der Universität Montpellier. Zu seinen Freunden gehörte der Arzt Lanfrank von Mailand.
Im Juli 1299 (wie Demaitre, S. 46 f., nachweist) verfasste der seinerzeit in Montpellier und auch von Geoffrey Chaucer in den Canterbury Tales als bedeutender Mediziner angesehene Bernhard von Gordon die therapeutische Schrift De decem ingeniis seu indicationibus curandorum morborum. Ferner werden ihm die Werke De conservatione vitae humanae a die nativitatis usque ad ultimam horam mortis tractatus, Affectus praeter naturam curandi methodus, Regimen acutarum aegritudinum, De prognosticis, Tractatus de urinis und Pharmacorum omnium quae in communi sunt practicantium zugeschrieben. 
Sein bedeutendstes und auch die deutschsprachige Fachprosa, insbesondere zum Thema Lepraschau, mitbeeinflussendes Werk war das 1303 in Montpellier vollendete Lilium medicinae („Lilie der Medizin“), gedruckt in Neapel 1480, Lyon 1491 und Venedig 1494. Es beschreibt in sieben Büchern mit jeweils vier Traktaten unter anderem Pest, Tuberkulose, Krätze, Fallsucht, Sacer ignis, Milzbrand, Augentripper und Lepra.

## Schriften
- De regimine acutorum morborum. 1294.
- Liber pronosticorum / Tractatus de crisi et de diebus creticis. 1295.
- Liber de conservatione vitae humanae. 1308.
- Lilium medicinae. 1303; Drucke: Italien 1479 u. ö. (Digitalisat)
- Tractatus de tyriaca.[2]

## Textausgaben und Übersetzungen
- B. Gordonii omnium aegritudinem à vertice ad calcem opus praeclariss[imum], quod Lilium medicinae appellatur […]. Paris (apud Poncetum le preux) 1542.
- Hans Carlowitz: Der Lepraabschnitt aus Bernhard von Gordons „Lilium medicinae“ in mittelalterlicher deutscher Übersetzung. Medizinische Dissertation Leipzig 1913.
- Alberto Alonso Guardo (Hrsg.): Los pronósticos médicos en la medicina medieval: El Tractatus de crisi et de diebus creticis de Bernardo de Gordonio. Universidad de Valladolid, Valladolid 2003, ISBN 84-8448-233-2 (kritische Edition mit spanischer Übersetzung)
- Liligen der erczney. Übersetzung durch den Arzt oder Medizinstudenten Jodocus von Prag, um 1400.[3][4]